# Bavia gabrieli
Bavia gabrieli es una especie de Arachnida del género Bavia, de la familia Salticidae, del orden Araneae.

## Distribución
Bavia gabrieli se distribuye por Filipinas.

## Taxonomía
Fue descrita científicamente por el aracnólogo filipino Alberto Tomas Barrion en el 2000.
Tratamiento taxonómico
La especie aparece registrada y publicada en Philippine Entomologist, volumen 14, entre las páginas 53 y 60 (2000).